# Pjotr Kusmitsch Koslow

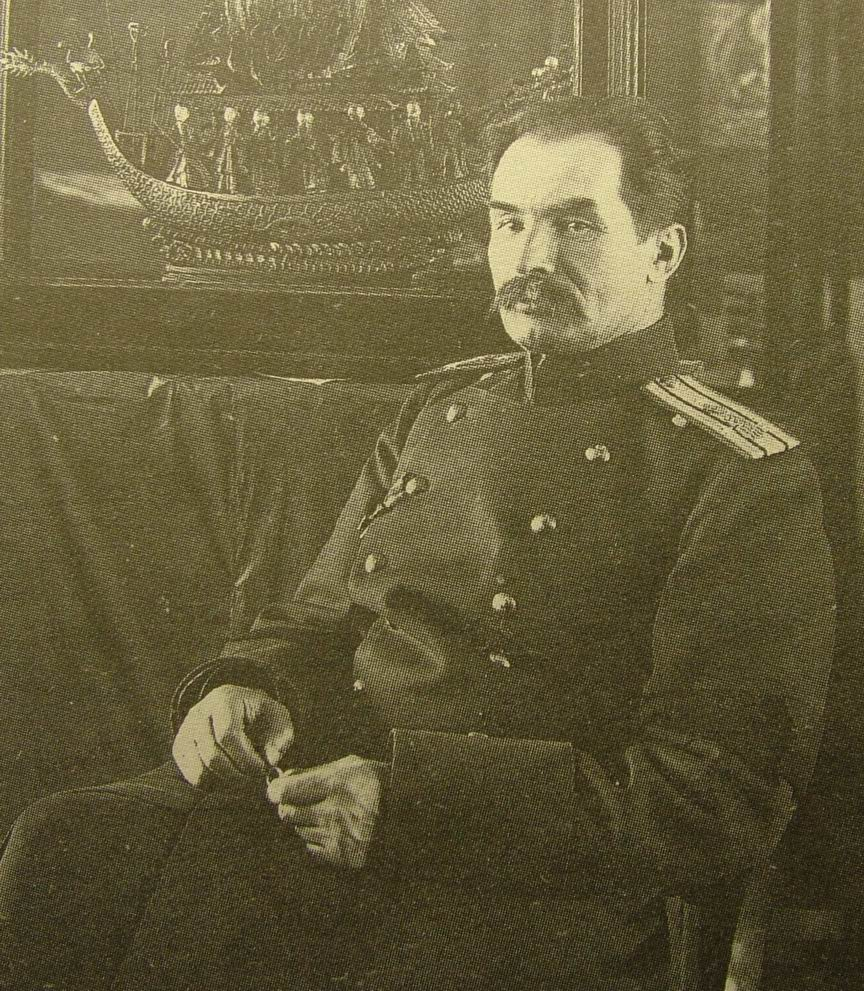
Pjotr Kusmitsch Koslow

Pjotr Kusmitsch Koslow (russisch Пётр Кузьми́ч Козло́в, wiss. Transliteration Pëtr Kuz'mič Kozlov; * 3. Oktober 1863 in Duchowschtschina bei Smolensk; † 26. September 1935 in Petrodworez bei Leningrad) war ein russischer Forscher und Entdecker, der die Studien Nikolai Michailowitsch Prschewalskis in Tibet und der Mongolei vervollständigte.

## Leben und Wirken
Gegen den Willen seiner Eltern, die für Koslow eine Militärkarriere vorgesehen hatte, begleitete dieser Prschewalski und dessen Nachfolger  Michail Wassiljewitsch Pewzow und Wsewolod Iwanowitsch Roborowski bei deren Expeditionen in Asien. 1894 entdeckten Koslow und Roborowski auf ihrer Expedition in den Nan Shan einen Kurzschwanz-Zwerghamster, heute bekannt als Roborowski-Zwerghamster. 1895 übernahm Koslow anstelle des kränkelnden Roborowski erstmals die Leitung einer Expedition.
1899–1901 erkundete Koslow die Flussläufe des Gelben Flusses, des Jangtses und des Mekongs.
Während einer Expedition 1907–1909 in die Wüste Gobi entdeckte er die Überreste von Khara-Khoto, einer von den westlichen Xia gegründeten sagenumwobenen Stadt, die zur Zeit Marco Polos ein reiches Handelszentrum war. In der Folgezeit widmete sich Koslow den Ausgrabungen Khara-Khotos, er brachte mehr als 2.000 Bücher in Tangutensprache nach St. Petersburg.
Koslows letzte Expedition nach Tibet und in die Mongolei (1923–1926) resultierte in der Entdeckung mehrerer Xiongnu-Grabstätten, darüber hinaus fand Koslow über 2.000 Jahre alte Textilien aus Baktrien.
Koslow war mit dem deutschen Zentralasienreisenden Wilhelm Filchner befreundet, der arrangierte, dass Koslows Buch Mongolei, Amdo und die Tote Stadt Chara-Choto ins Deutsche übersetzt und 1925 beim Berliner Verlag Neufeld & Henius erschien. Sven Hedin und Wilhelm Filchner schrieben das Vorwort.
Koslow war mit Jelisaweta Wladimirowna Koslowa verheiratet. Er war Mitglied der Ukrainischen Akademie der Wissenschaften.

## Werke
- Mongolei, Amdo und die Tote Stadt Chara-Choto, Berlin: Neufeld & Henius, 1925.